# Angelo Dell'Acqua
Angelo Dell'Acqua (Milà, 9 de desembre de 1903 - Lorda, 27 d'agost de 1972) va ser un cardenal i arquebisbe catòlic italià.

## Biografia
Va néixer a Milà el 9 de desembre de 1903 , fill de Giovanni Dell'Acqua i Giuseppina Varalli.

### Formació i ministeri sacerdotal
Després d'acabar els seus estudis teològics i filosòfics als seminaris de Monza i Milà, es va traslladar a Roma, on va assistir al Pontifici Seminari Llombard, on es va doctorar en dret canònic a la Pontifícia Universitat Gregoriana.
El 9 de maig de 1926 , a l'església de San Bernardino a Sesto Calende, va ser ordenat sacerdot de la diòcesi de Milà. Dos anys més tard va optar per entrar a la congregació dels Oblats dels sants Ambròs i Carles.
Cridat al servei diplomàtic de la Santa Seu, fou secretari de la delegació apostòlica a Grècia i Turquia ( 1931 - 1935 ), on col·laborà amb els arquebisbes Carlo Margotti i Angelo Giuseppe Roncalli, el futur papa Joan XXIII; fou rector del Seminari Pio-Romanès (1935 - 1938).
A la tardor de 1943, durant els atropellaments nazis antijueus a Roma, en una comunicació interna denuncià l'excés de pes que assumiria el destí dels jueus italians per al treball diari de la Secretaria d'Estat.
Després de la guerra va ser nomenat substitut d'Afers Generals de la Secretaria d'Estat (1950 - 1967).

### Ministeri episcopal i cardenalat
El 14 de desembre de 1958 va ser nomenat arquebisbe titular de Calcedònia i va rebre la consagració episcopal a la basílica de Sant Pere del Vaticà de mans del papa Joan XXIII: en la mateixa cerimònia va ser ordenat bisbe Albino Luciani, i més tard el papa Joan Pau I.
El 27 de març de 1965, el papa Pau VI va voler que amb ell assistís a l'obertura d'un sobre tancat i a la lectura del manuscrit que contenia. El Tercer Secret de Fàtima estava escrit en aquesta carta.
En el consistori del 26 de juny de 1967, el papa Pau VI el va crear cardenal amb el títol de Santi Ambrogio e Carlo.
Va ser nomenat president de la Prefectura d'Afers Econòmics de la Santa Seu (23 de setembre de 1967 ) i el 13 de gener de 1968 va ser nomenat vicari general de Sa Santedat per a la diòcesi de Roma. Des del 7 de novembre de 1970 va ser arxipreste de la basílica de Sant Joan del Laterà.
Va morir sobtadament el 27 d'agost de 1972, als 68 anys, d'un infart mentre es trobava al santuari de la Mare de Déu de Lorda. Va ser enterrat a la tomba familiar del cementiri de Sesto Calende; el 31 d'agost de 1997 les seves despulles van ser traslladades a l'església parroquial on havia estat ordenat sacerdot.

## Honors
Gran creu de cavaller de l'orde al Mèrit de la República Italiana – 1 de desembre de 1954
 Gran oficial de l'orde al Mèrit de la República Italiana - 12 de gener de 1953
 Medalla d'or als Benemèrits de l'Escola, la Cultura i l'Art - 31 de juliol de 1973
 Gran Creu de l'orde de l'Infant Don Enric (Portugal)
 Gran Creu de l'orde al Mèrit de la República Federal Alemanya
 Gran creu de l'orde de Carles III – 24 de setembre  de 1969